# Jakub Vágner
Jakub Vágner (Prag, 24. prosinca 1981.), češki ekstremni ribolovac u udičarenju i domaćin u televizijskoj seriji Fish Warrior na National Geographic Channel-u.
Specijalizirao se u lovi na slatkovodnu ribu te odlazi na ekspedicije širom svijeta u potrazi za divovskim rijetkim ribama kao što su somovi, u čemu drži mnoge službene i neslužbene svjetske rekorde, među kojima je arapaima (Arapaima gigas) težine 130 kg, som (Silurus glanis) težine 110 kg, Bagarius bagarius težine 75 kg. 
U veljači 2008. godine uhvatio je divosku amazonsku ribu Brachyplatystoma filamentosum, težine 190 kilograma, što je najveća slatkovodna riba ikad uhvaćena.
Serija Fish Warrior počela se snimati 2011. godine. Godine 2010. završio je i izdao svoju prvu knjigu „My Friend the Catfish“.